# Березовский, Феоктист Алексеевич
Феокти́ст Алексе́евич Березо́вский (1877—1952) — русский советский прозаик, революционер, партийный деятель. Член РСДРП с 1904 года.

## Биография
Его отец — солдат, погиб на русско-турецкой войне 1877—1878 гг.
Феоктист Березовский был рабочим на фабрике, в типографии, руководил церковным хором. С 1904 года — член социал-демократической партии; в 1905 году был председателем Зиминского стачкома. В 1918 году — подпольщик, партработник в Сибири; в 1922 году принял участие в учреждении журнала «Сибирские огни».
В 1924 году переселился в Москву и с тех пор занимался только литературной работой. В 1927 году принял участие в коллективном романе «Большие пожары», публиковавшемся в журнале «Огонёк».
С 1934 года был постоянным председателем Ревизионной комиссии СП СССР. С начала 1930-х почти не писал.
Скончался в 1952 году. Похоронен на Введенском кладбище в Москве (уч. 10).
В августе 2012 года на бульваре Мартынова в Омске был установлен памятный (закладной) камень Феоктисту Березовскому.

## Награды
- орден Трудового Красного Знамени (17.01.1947)

## Публикации
- Коммуна «Красный Октябрь». Очерк Как сибирские крестьяне перестраивают хозяйство и жизнь. — М.: Гос. изд-во, 1924
- Мать: Повесть о вчерашнем. — М.: Мол. гвардия, 1925 (изд.2-е — 1925; изд 3-е — 1926. — М. «Гудок», 1926.)
- Во рву (рассказ). — М.: Гос. изд-во, 1925
- В степных просторах (роман, ч.1). — М: ГИЗ, 1925
- Таежные застрельщики. Очерки революционной борьбы 1905 года. — Л.: «Прибой», 1926
- Страна варначья (рассказы). — М. «Огонёк», 1926
- Варвара. Рассказ. — М.: Гос. изд-во, 1926
- Бабьи тропы. Роман. — М., ЗИФ, 1928.
- Собрание сочинений. В 3-х т. — Москва; Ленинград, 1928
- Eine Mutter. — Berlin: Internationaler Arbeiter-Verl., [1931]
- Алая земля. Рассказы. — М.: Моск. т-во писателей, [1933]
- Стрелочник Гранкин [Рассказ]. — М.: изд-во и тип. Журн.-газ. объединения, 1934

## Семья
Сыновья:
- Юрий Феоктистович Березовский (1900—1953), театральный критик[6].
- Борис Феоктистович Березовский (1910—1977), художник-график, плакатист[7]. Его сын —  художник-график и дизайнер И. Б. Березовский (1942—2007).

Дочь — Зинаида Феоктистовна Березовская (1902—1984), врач, участник советско-финской и Великой Отечественной войн, начальник военного госпиталя,
майор медицинской службы, начальник лечебного управления Министерства здравоохранения РСФСР, директор центральной клиники 1 МОЛМИ, создатель музея писателя Ф. А. Березовского. Её сын — биолог Г. Н. Шангин-Березовский (1930—1992).

## Рекомендуемая литература
- Солдат и певец революции Ф. А. Березовский, 1877—1952: Жизнь в письмах, дневниках, воспоминаниях, документах / [Предисл. Г. Орлова]. — Омск: Кн. изд-во, 1987